# Carbidwerk Freyung

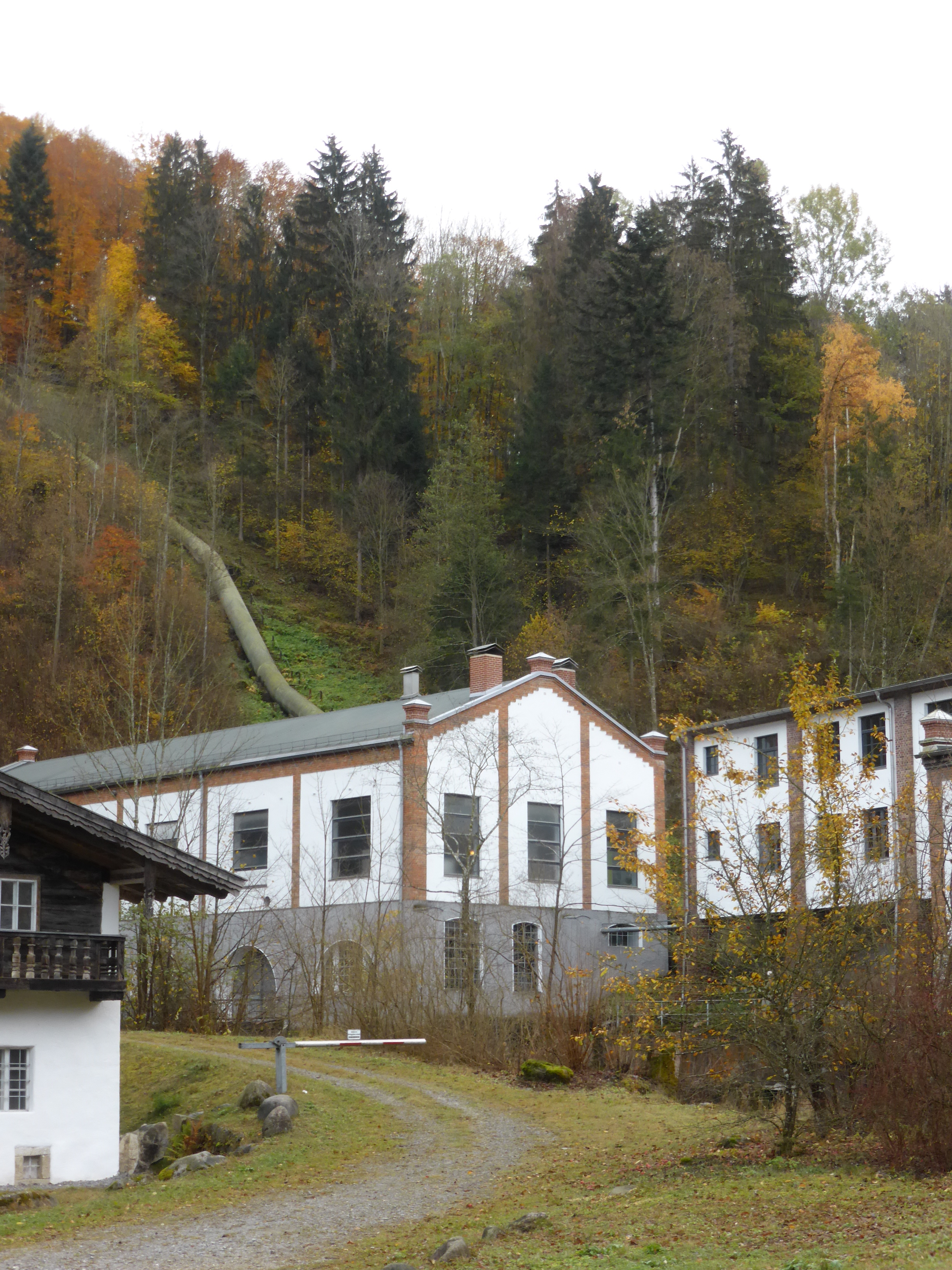
Carbidwerk Freyung, im Hintergrund eine Druckwasserleitung

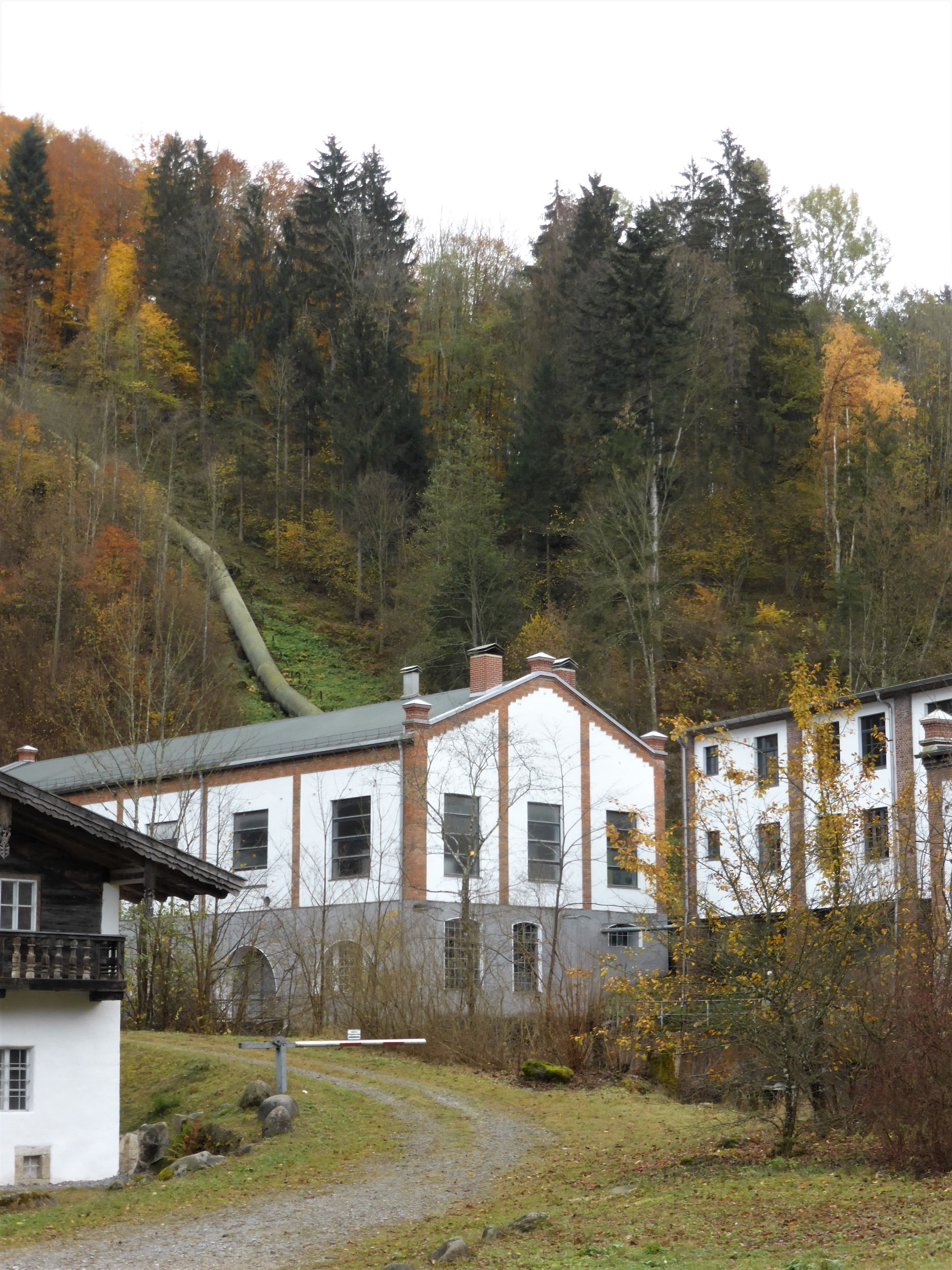
Ehemaliges Carbid-Werk, Ahornöd 28

Das Wiede's Carbidwerk Freyung mit beschränkter Haftung wurde 1903 von Anton und Alfred Wiede, den Söhnen von Gotthelf Anton Wiede (1836–1911) gegründet. Der Gegenstand der Unternehmung ist die Herstellung von Kalziumkarbid (bis 1974) und synthetischen Schmucksteinen (seit 1913), darunter künstliche Diamanten, die in den weltweiten Export gehen.
Das Werk liegt in der Buchberger Leite, einer Wildbachklamm an der Wolfsteiner Ohe, im Gebiet der Gemeinde Hohenau in Niederbayern. Die beiden nächsten Orte sind Buchberg und Aigenstadl. Über ein aufwendiges Rohr- und Stollensystem, mit dessen Bau 1899 begonnen wurde, und zwei Stauseen werden drei Wasserkraftwerke mit Wasser aus dem Reschbach und dem Saußbach versorgt. Der gewonnene Strom wurde im Carbidwerk für  energieintensive Prozesse in Lichtbogenöfen eingesetzt. Manche der hergestellten Kristalle wurden auf der Suche nach aktiven Medien für Laser entdeckt und an die Schmuckindustrie verkauft. Das Carbid wurde früher für den Betrieb von Gaslampen und Acetylen-Entwicklern zur Schweißgasgewinnung benötigt.

## Energieerzeugung
| \| Legende: oberirdisch unterirdisch Kraftwerk \| \| \| \| \| \| ↑ Wolfsteiner Ohe, ↓ Reschbach \| \| \| \| \| \| \| \| \| \| Carbidwerk \| \| \| \| \| \| \| \| \| \| Reschbachwerk \| \| \| \| \| \| \| \| \| \| \| \| \| \| \| Saußbachwerk \| \| \| \| \| Stausee Freyung \| \| \| \| \| ↑ Saußbach \| \| \| |                                |  |  |
| Legende: oberirdisch unterirdisch Kraftwerk |                                |  |  |
| U-Bahn-Strecke · U-Bahn-Strecke | ↑ Wolfsteiner Ohe, ↓ Reschbach |  |  |
| U-Bahn-Strecke von links · U-Bahn-Abzweig geradeaus und nach rechts · U-Bahn-Strecke von links (außer Betrieb) |                                |  |  |
| U-Bahn-Strecke nach links · U-Bahn-Strecke · U-Bahn-Strecke (außer Betrieb) · U-Bahn-Strecke | Carbidwerk                     |  |  |
| U-Bahn-Strecke (außer Betrieb) · U-Bahn-Strecke · U-Bahn-Strecke von links · U-Bahn-Kreuzung geradeaus unten (Strecke geradeaus außer Betrieb) · U-Bahn-Strecke nach rechts |                                |  |  |
| U-Bahn-Strecke (außer Betrieb) · U-Bahn-Strecke · U-Bahn-Strecke · U-Bahn-Strecke nach links | Reschbachwerk                  |  |  |
| U-Bahn-Strecke (außer Betrieb) · U-Bahn-Strecke nach links · U-Bahn-Strecke |                                |  |  |
| U-Bahn-Strecke nach links (außer Betrieb) · U-Bahn-Strecke quer (außer Betrieb) · U-Bahn-Kreuzung geradeaus unten |                                |  |  |
| U-Bahn-Strecke · U-Bahn-Strecke nach links | Saußbachwerk                   |  |  |
| U-Bahn-Strecke nach rechts (außer Betrieb) | Stausee Freyung                |  |  |
| U-Bahn-Strecke | ↑ Saußbach                     |  |  |

Um das Carbidwerk mit Energie zu versorgen, wurde ein System von Wasserkraftwerken, Kanälen und Stollen angelegt.
Der Saußbach wird westlich von Freyung gestaut (48° 48′ 45,99″ N, 13° 31′ 46,51″ O) und der größte Teil des Wassers wird durch einen unterirdischen Stollen den Hang entlang geleitet. Dabei behält das Wasser gegenüber dem Bach Höhe. Dieser Höhenunterschied wird im Saußbachwerk (48° 48′ 57,02″ N, 13° 31′ 7,47″ O) zum Erzeugen elektrischer Energie genutzt.
Auch dem Reschbach wird sein Wasser entzogen und über Rohre den Hang entlang geleitet. Im Reschbachwerk (48° 49′ 20,64″ N, 13° 31′ 5,43″ O) wird damit Strom erzeugt. Nach dem Werk wird das Wasser nicht in den Reschbach zurückgeleitet, sondern in einem betonierten Kanal den Hang entlang, dem Reschbach folgend, geführt. Der etwa 600 m lange Kanal reicht bis in das Saußbachtal hinein, wobei das abgeleitete Wasser entgegen der Richtung des Saußbachs fließt.
Dort vereinigt sich das Wasser aus den beiden Kraftwerken, unterquert den Saußbach und wird in einem 1200 m langen Stollen zum Wasserschloss oberhalb des Carbidwerks geführt. Dieser Stollen wurde in mehrjähriger Handarbeit von beiden Seiten aus getrieben. Bei unvorsichtigen Sprengstoffarbeiten gab es mehrere Unfälle. Im Carbidwerk treibt das Wasser ein drittes Kraftwerk an. Danach fließt das Wasser durch einen weiteren Stollen in die aus Reschbach und Saußbach gebildete Wolfsteiner Ohe.

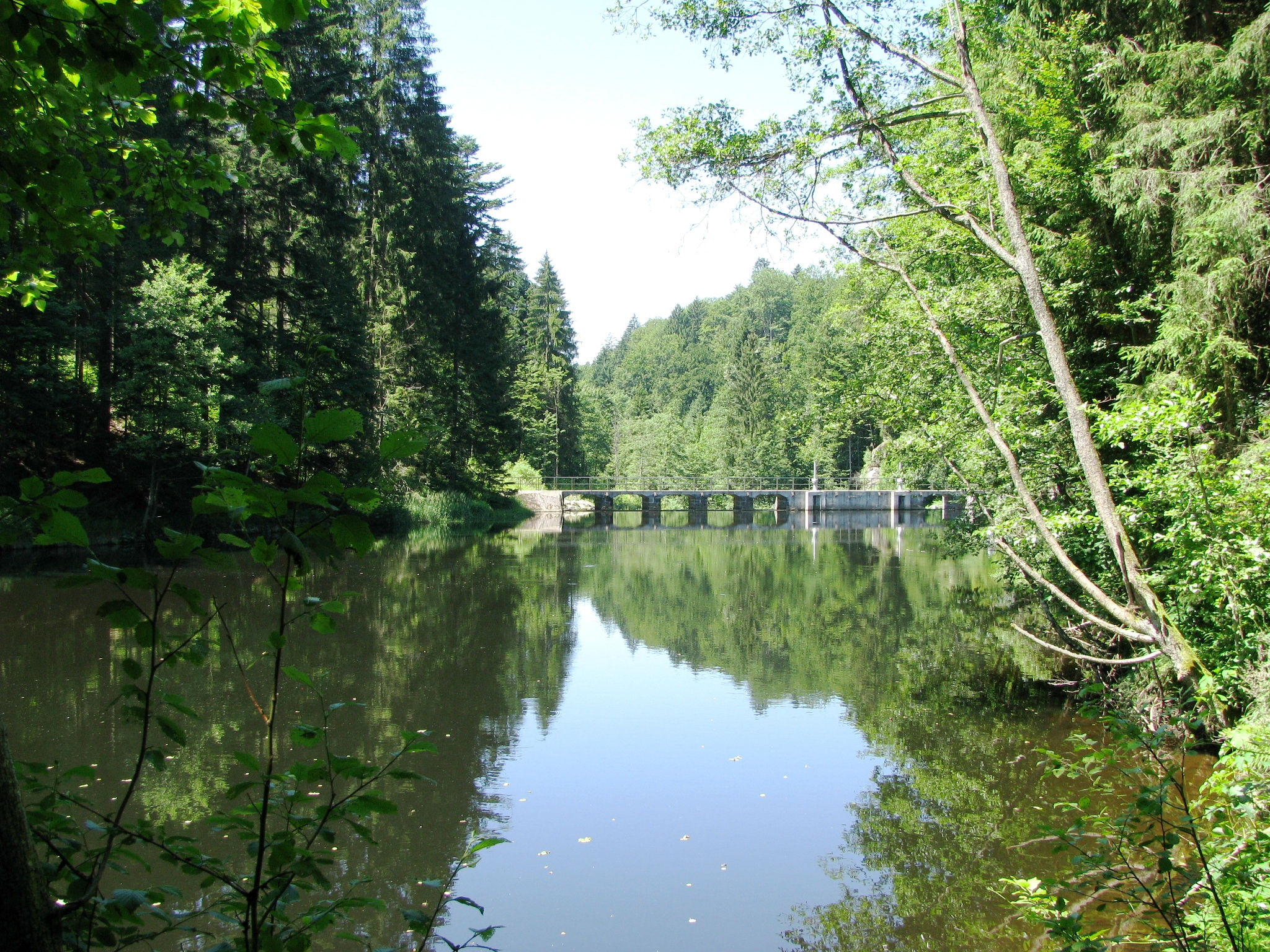
Stausee bei Freyung
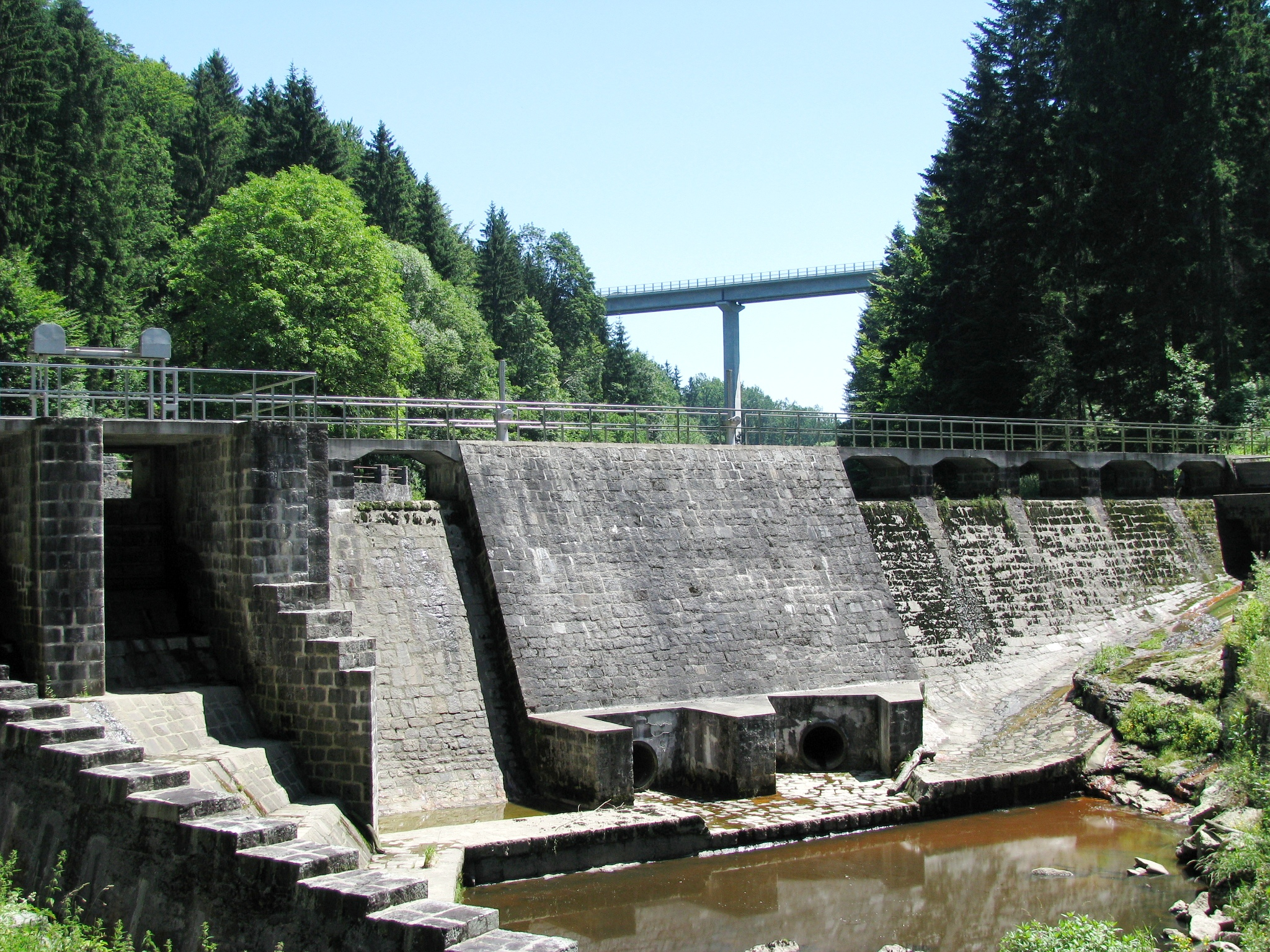
Staumauer
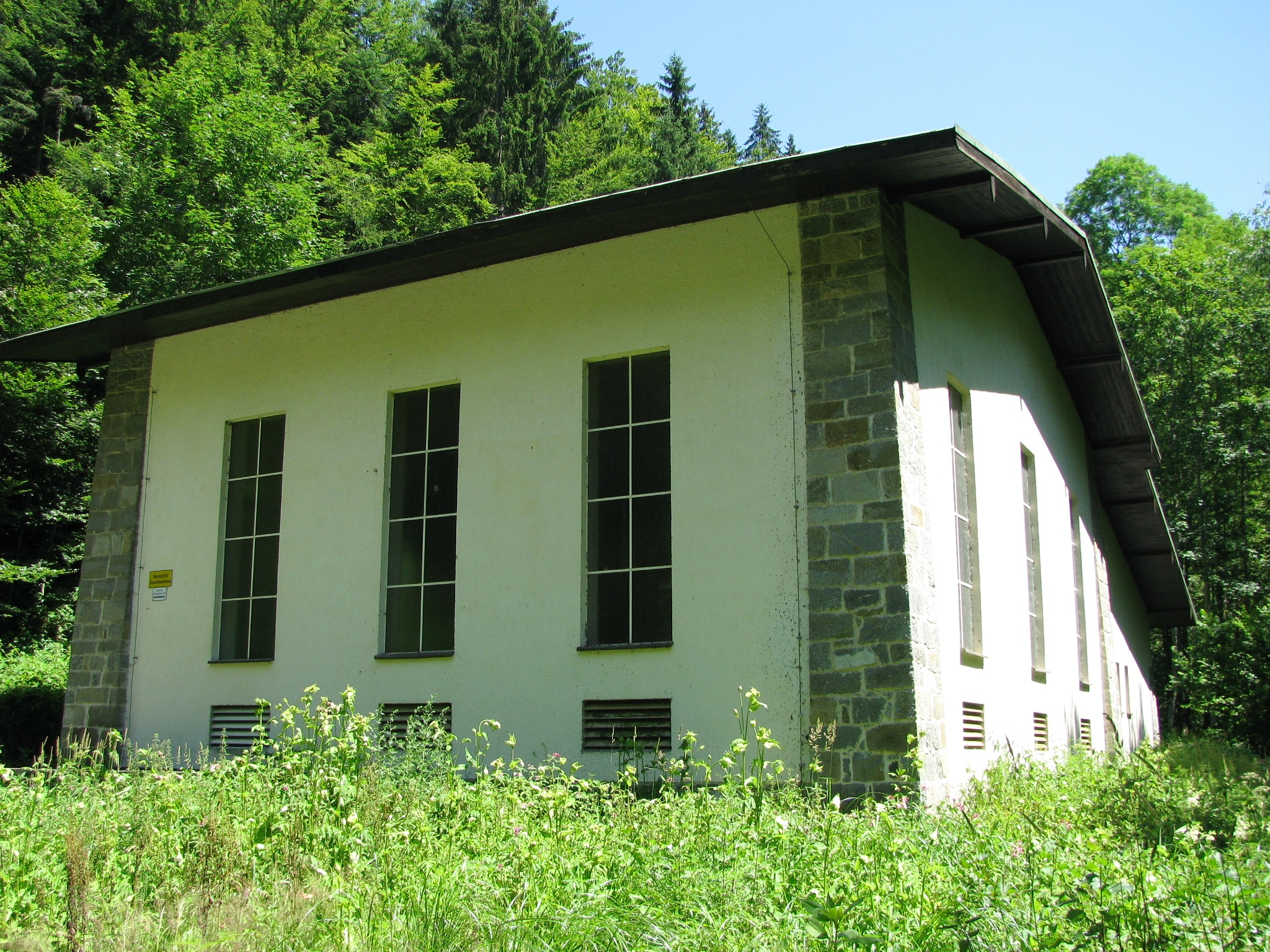
Saußbachwerk
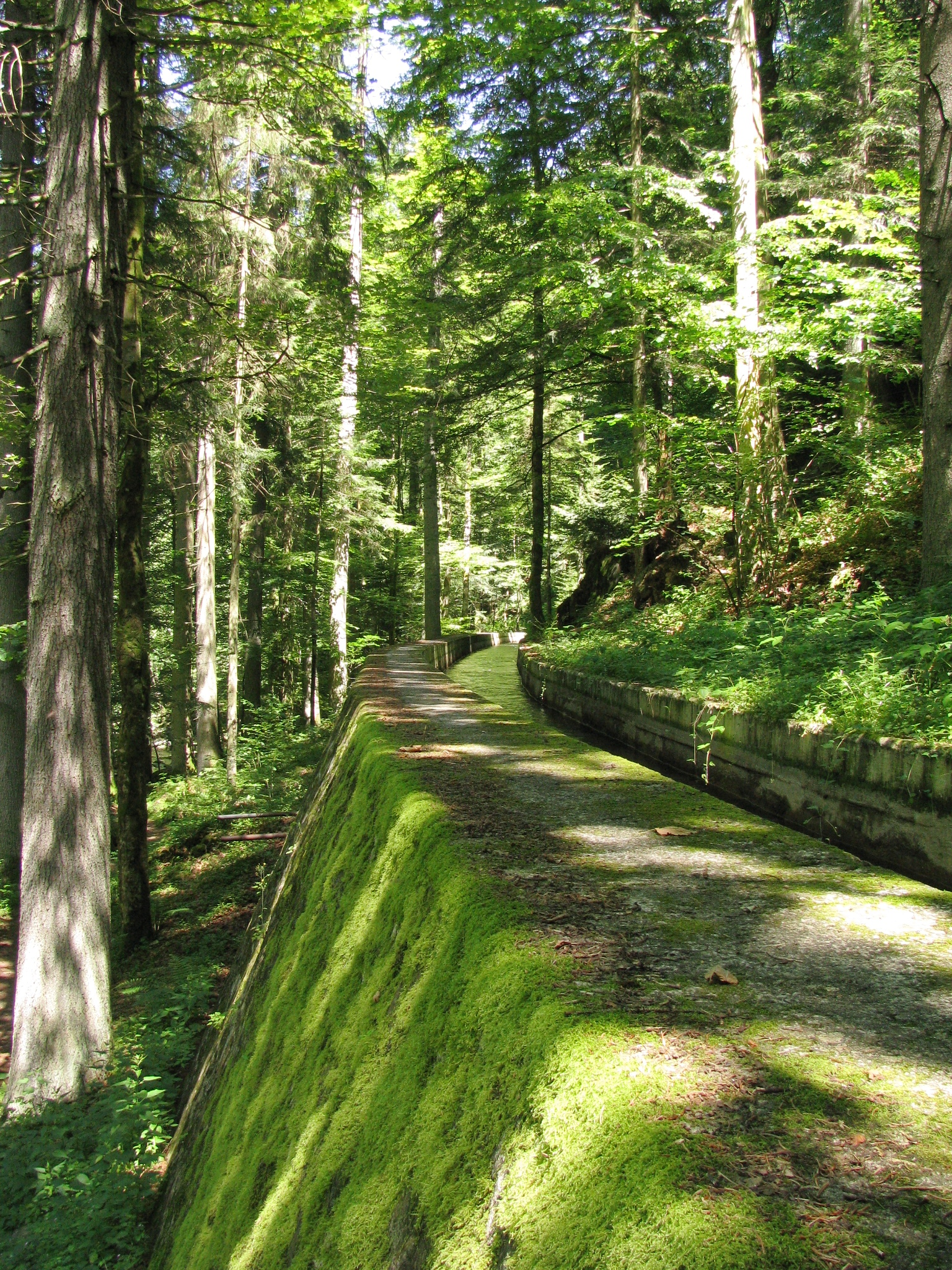
Verbindungskanal vom Reschbach zum Saußbach